# Isabella Quaranta
Isabella Quaranta (Torino, 30 dicembre 1892 – Milano, 3 aprile 1975) è stata un'attrice italiana del cinema muto.

## Biografia
Isabella Maria Rosa Teresa Quaranta nacque a Torino nel 1892 in una famiglia benestante, sorella di Lidia e gemella di Letizia, entrambe attrici, e figlia di Giuseppe Quaranta e Beatrice Rissoglio.
Nel 1912 fu scritturata dall'Itala Film, una delle principali case produttrici dell'epoca, come «attrice brillante».
Rispetto alle sorelle ebbe una carriera cinematografica più breve, ma comunque significativa, avendo interpretato ruoli da protagonista femminile in film come Romanticismo (1915) di Carlo Campogalliani e Una mascherata in mare (1917) di Domenico Gaido.

## Filmografia parziale
- Alza una gamba e balla!, regia di Mario Morais (1912)
- Ho l'onore di chiedere la mano di vostra figlia, regia di Mario Morais (1912)
- Un qui-pro-quo, regia di Alberto Degli Abbati (1913)
- L'orrendo blasone, regia di Amleto Palermi (1914)
- Nudo di zingara, regia di Gabriel Moreau (1915)
- Romanticismo, regia di Carlo Campogalliani (1915)
- Il pescatore del Rhóne , regia di Alfredo Santoro (1915)
- Redenzione, regia di Victor Tarasco (1917)
- Tragica visione, regia di Victor Tarasco (1917)
- Una mascherata in mare , regia di Domenico Gaido (1917)